# غريغ مايرز
غريغ مايرز (بالإنجليزية: Greg Myers)‏ هو لاعب كرة قدم أمريكية أمريكي، ولد في 30 سبتمبر 1972 في تامبا في الولايات المتحدة.

## وصلات خارجية
- غريغ مايرز على موقع مرجع كرة القدم المحترفة.كوم (الإنجليزية)
- غريغ مايرز على موقع قاعة كولورادو للمشاهير الرياضية (الإنجليزية)